# Vliegbasis Büchel
Vliegbasis Büchel is een vliegbasis van de Duitse Luftwaffe nabij Büchel in Duitsland. Het is de thuisbasis van Taktischen Luftwaffengeschwader 33 (TaktLwG 33) (Nederlands: Tactisch Luchtmachteskader 33). De basis huist ook het 702 Munitions Support Squadron (702 MUNSS) (Nederlands: 702 munitie ondersteuningseskader) van de Amerikaanse luchtmacht. Sinds 1985 vlieg TaktLwG 33 Panavia Tornado toestellen die B61 kernbommen kunnen dragen. Per 2021 is Büchel een van de zes vliegbases in Europese landen waar Amerikaanse B61 bommen liggen opgeslagen.
Per 2023 werken er 2000 militairen en burgers met 46 Tornado straaljagers op vliegbasis Büchel. De basis staat onder het bevel van Oberstleutnant Samuel Mbassa

## Geschiedenis
Sinds 1985 vliegt het Taktische Luchtmachteskader 33 Panavia Tornado toestellen die ertoe in staat zijn om de twintig B61 kernbommen te dragen die op vliegbasis Büchel worden gestald en onderhouden door het 702 MUNSS (702 Munitions Support Squadron) van de Amerikaanse luchtmacht (USAF). Onder de nucleaire deelovereenkomst van de NAVO worden deze kernbommen opgeslagen in Duitsland. Om deze kernwapens in te kunnen zetten is de toestemming van zowel Duitsland als de Verenigde Staten nodig.
In 1995 waren er 5 Duitse vliegbases met kernwapens. Vliegbasis Büchel is nu de enige locatie in Duitsland waar kernwapens worden opgeslagen. Tot 1996 wisten veel lokale politici niet van de aanwezigheid van deze wapens.
Na de Russische invasie van Oekraïne in 2022 antwoordden een meerderheid van Duitsers in een poll voor het doorzetten van de nucleaire deelovereenkomst in Duitsland. Per 2023 heeft het Duitse ministerie van defensie plannen om de vliegbasis aan te passen en geschikt te maken voor nieuwe F-35 straaljagers voor een bedrag van 10 miljard euro.